# Darius Khondji
Darius Khondji (perski: داریوش خنجی, ur. 21 października 1955 w Teheranie) – irańsko-francuski operator filmowy.

## Życiorys
Jego ojciec był Irańczykiem, matka Francuzką. W dzieciństwie przeniósł się razem z rodziną do Francji. Wcześnie zainteresował się filmem (ojciec był właścicielem dwóch kin) i kręcił pierwsze amatorskie filmy kamerą Super 8 mm. Wyjechał do Stanów Zjednoczonych studiować na University of California, Los Angeles, a potem na New York University. Pod wpływem Jonasa Mekasa i Haiga Manoogiana zdecydował się zostać operatorem filmowym. W 1981 wrócił do Francji i pracował jako asystent operatorów: Bruno Nuyttena, Martina Schafera i Pascala Martiego. Zaczął tworzyć krótkie formy, teledyski i filmy reklamowe. Jego debiutem pełnometrażowym był Le tresor des Iles Chiennes (1991). Od czasu tego filmu Khondji szczególnie chętnie stosuje format CinemaScope. Za pracę przy kolejnym filmie, Delicatessen, otrzymał nominację do Césara. Za zdjęcia do filmu Evita otrzymał nominację do Oscara.
Ulubionymi operatorami Khondjego są Gregg Toland i James Wong Howe.

## Filmografia
- Delicatessen (1991)
- Miasto zaginionych dzieci (1995)
- Siedem (1995)
- Ukryte pragnienia (1996)
- Evita (1997)
- Obcy: Przebudzenie (1997)
- Dziewiąte wrota (1999)
- W moich snach (1999)
- Niebiańska plaża (2000)
- Azyl (2002)
- Życie i cała reszta (2003)
- Wimbledon (2004)
- Tłumaczka (2005)
- Jagodowa miłość (2006)
- Funny Games U.S. (2007)
- Ruiny (2008)
- Chéri (2009)
- O północy w Paryżu (2011)
- Zakochani w Rzymie (2011)
- Miłość (2012)
- Nieracjonalny mężczyzna (2015)

## Nagrody i nominacje
- César za Delicatessen (1992)
- César za Miasto zagubionych dzieci (1996)
- Nominacja do ASC Award za Siedem (1995)
- Nominacja do BSC Award za Siedem (1995)
- Nominacja do CFCA Award za Siedem (1996)
- Nominacja do Złotej Żaby na Camerimage za Ukryte pragnienia
- Nominacja do Oskara za Evitę (1997)